# マウリシオ・マルケス
マウリシオ・イサーク・マルケス・センテーノ（Mauricio Isaac Márquez Centeno, 2001年3月20日 - ）は、ベネズエラ・バリナス州バリナス出身のサッカー選手。リーガFUTVE・サモラFC所属。ポジションはFW。

## クラブ経歴
地元バリナスに本拠地を置くサモラFCのユースチームから2019年シーズンにトップチームに昇格。同年7月26日の国内リーグ戦のスリアFC戦でプロデビュー。9月10日のエストゥディアンテス・デ・カラカス戦では、後半32分からの途中出場ながら2ゴールを決め、6-1の大勝に貢献。同年シーズンは7試合全て途中出場ながら4ゴールを記録。翌2020年シーズンも新型コロナウイルス感染拡大の影響で3月以降リーグ戦が中断するまで、6試合3ゴールを決めた。